# Катерица на Депе
Катерицата на Депе (Sciurus deppei) е вид бозайник от семейство Катерицови (Sciuridae).

## Разпространение
Видът е разпространен в Белиз, Гватемала, Коста Рика, Мексико, Никарагуа, Салвадор и Хондурас.